# Ingeborg Olsdatter
Ingeborg Olsdatter, född okänt år, död 1650, var en norsk tiggare. 
Hon avrättades för häxeri sedan hon hade anklagats för att använda sig av förbannelser av allmänheten i den omgivningar där hon brukade tigga; hennes makes vittnesmål om att hon hade tvingat honom att gifta sig med henne med hjälp av magi och ofta grälade på honom anses också ha spelat in i den fällande domen. Hon anklagades inte för häxsabbat eller samröre med Satan, men denna typ av häxprocess var mycket typisk för de som utspelade sig på Vestlandet. 